# Connie Cato
Connie Ann Cato (* 30. März 1955 in Carlinville, Illinois) ist eine US-amerikanische ehemalige Country-Sängerin, die auch Gitarre spielte.

## Biografie
Connie Cato sammelte erste Erfahrungen auf kleinen Bühnen, unter anderem bei Homecoming-Veranstaltungen. Danach trat sie in Clubs auf. Cato war noch ein Teenager, als sie bei Capitol einen Plattenvertrag unterschrieb. Mit ihrer an Brenda Lee erinnernden Stimme veröffentlichte sie ab 1973 mehrere Singles und drei Alben. Ihre erste Single Big Stick Of Dynamite wurde nur wenige Tage vor ihrem 18. Geburtstag veröffentlicht. Fast ein dutzend ihrer nachfolgenden Singles erreichte zwischen 1974 und 1980 die Country-Charts. Darunter 1975 der Top-20-Hit Hurt, eine Coverversion des Timi-Yuro-Hits.
Mit ihrem Debütalbum Super Connie Cato und den beiden ausgekoppelten Singles Superskirt und Super Kitten versuchte man zunächst den lukrativen Teenagermarkt zu erreichen. Das Album verpasste nur knapp die Top 30 der Country-Charts. Dies schaffte erst das Nachfolgealbum Good Hearted Woman, bei dem man sich um ein erwachseneres Image für Cato bemühte. Der Titelsong stammt von Waylon Jennings. Hinzu kommen Lieder von Hank Williams oder Leon Russell sowie Catos erste Eigenkomposition He’ll Be Lovin’ Her. Ebenfalls enthalten ist ihr größter Hit Hurt. Vergeblich versuchte Cato in der Folge mit weiteren Coverversionen, zum Beispiel mit Here Comes That Rainy Day Feeling Again von The Fortunes oder I’m Sorry von Brenda Lee, an diesen Achtungserfolg anzuknüpfen. Auch der von Hank Cochran geschriebene Titel Don't You Ever Get Tired (of Hurting Me), zuvor ein Hit für Ray Price oder Bettye Swann, platzierte sich nur ganz hinten in den Charts.
Nach einem weiteren Album endete die Zusammenarbeit mit Capitol im Jahre 1978. Es wurde ruhiger um die Sängerin, die 1980 und 1981 für wenige Singles zu MCA wechselte. Dort hatte sie mit You Better Hurry Home (Somethin’s Burnin’) ihren letzten Hit auf Platz 49 der Country-Charts. Noch im selten Jahre war sie neben Reba McEntire, Melba Montgomery oder Skeeter Davis eine der weiblichen Stargäste der Fernsehshow Johnny Cash and the Country Girls, die auf CBS ausgestrahlt wurde.
Danach zog sich Cato aus dem Musikgeschäft zurück. Über ihren weiteren Lebensweg ist nichts bekannt.

## Diskografie

### Alben
| Jahr | Titel              | Höchstplatzierung, Gesamtwochen, AuszeichnungChartsChartplatzierungen (Jahr, Titel, Platzierungen, Wochen, Auszeichnungen, Anmerkungen) | Anmerkungen |
| Jahr | Titel              | Country | Anmerkungen |
| ---- | ------------------ | --- | ----------- |
| 1974 | Super Connie Cato  | Country32 (7 Wo.)Country | Capitol     |
| 1975 | Good Hearted Woman | Country29 (7 Wo.)Country | Capitol     |

Weitere Alben
- 1977: Whoever Finds This, I Love You (Capitol)

### Singles
| Jahr | Titel Album                                                            | Höchstplatzierung, Gesamtwochen, AuszeichnungChartsChartplatzierungen (Jahr, Titel, Album, Platzierungen, Wochen, Auszeichnungen, Anmerkungen) | Anmerkungen |
| Jahr | Titel Album                                                            | Country | Anmerkungen |
| ---- | ---------------------------------------------------------------------- | --- | ----------- |
| 1973 | Superskirt Super Connie Cato                                           | Country33 (16 Wo.)Country |             |
| 1974 | Super Kitten Super Connie Cato                                         | Country73 (7 Wo.)Country |             |
| 1974 | Lincoln Autry Super Connie Cato                                        | Country92 (6 Wo.)Country |             |
| 1975 | Hurt Good Hearted Woman                                                | Country14 (14 Wo.)Country |             |
| 1975 | Yes Good Hearted Woman                                                 | Country83 (6 Wo.)Country |             |
| 1975 | Who Wants a Slightly Used Woman –                                      | Country53 (10 Wo.)Country |             |
| 1976 | I Love a Beautiful Guy Whoever Finds This I Love You                   | Country91 (2 Wo.)Country |             |
| 1976 | Here Comes That Rainy Day Feeling Again Whoever Finds This I Love You  | Country80 (5 Wo.)Country |             |
| 1976 | I’m Sorry Whoever Finds This I Love You                                | Country76 (6 Wo.)Country |             |
| 1977 | Don’t You Ever Get Tired (Of Hurting Me) Whoever Finds This I Love You | Country92 (3 Wo.)Country |             |

Weitere Singles
- 1973: How Come You Struck The Match
- 1973: Four On The Floor
- 1977: Whoever Finds This, I Love You
- 1978: Yellow House of Love
- 1978: I Won’t Take It Lyin’ Down
- 1980: Hangin’ On My Heart
- 1980: Somebody’s Leavin’
- 1981: What About My Heart
- 1981: Roses For Sale